# Eriolaena glabrescens
Eriolaena glabrescens är en malvaväxtart som beskrevs av Aug. Dc.. Eriolaena glabrescens ingår i släktet Eriolaena och familjen malvaväxter. Inga underarter finns listade i Catalogue of Life.